# ليو كلارك
ليو كلارك (بالفرنسية: Leo Clarke)‏ (و. 1892 – 1916 م) هو جندي كندي، ويحمل رتبة عسكرية عريف، توفي في فرنسا، عن عمر يناهز 24 عاماً.

## الخدمة العسكرية
خدم في الجيش الكندي.

## جوائز
حصل على جوائز منها:
- صليب فيكتوريا.